# Malatesta I Malatesta
Malatesta I Malatesta, detto della Penna (Pennabilli, 1183 – Rimini, novembre 1248), è stato un condottiero italiano.

## Biografia
Figlio di Malatesta "Minore" (o Malatesta Malatesta, morto nel 1197), e di una donna dalla storia del tutto ignota, di nome Alaburga, rimase orfano di padre in tenera età, e fu costretto a trasferirsi dallo zio Giovanni, membro del Consiglio generale del Comune di Rimini.
La prima apparizione in documenti pubblici del Malatesta risale al 1197, quando si trovò al centro di una delicata trattativa con il Comune di Rimini, fiancheggiato dallo zio Giovanni e dai Verucchiesi. I due Malatesta giurarono che il controllo su Verucchio era stato di fatto ceduto al Comune di Rimini.
Il 18 marzo 1216, Giovanni e Malatesta entrarono nella città di Rimini, giurando il cittadinatico, traendone numerosi vantaggi, come quello che li esonerava da ogni tassa e colletta, e quello del riconoscimento della piena giurisdizione sui loro possedimenti e il diretto controllo sugli abitanti.
Nel 1228 fu podestà di Pistoia e guidò le schiere dei pistoiesi contro Firenze nella battaglia di Vairano, dove fu fatto prigioniero, ma fu rilasciato in breve tempo. Per aver fatto opposizione al legato di papa Gregorio IX, fu scomunicato insieme ai pistoiesi.
Fervido sostenitore di Federico II, ottenne dall'imperatore un titolo, e si impegnò nel servire la lega nata tra le città di Ravenna, Forlì e Faenza, il 20 maggio 1230.
Nel 1239 fu podestà di Rimini la prima volta e lo fu una seconda nel 1247.
Morì nel novembre del 1248.

## Discendenza
Sposò Adelasia ed ebbero tre figli:
- Emilia
- Giovanni
- Malatesta da Verucchio (1212-1312), condottiero e signore di Rimini